# Calle Francos (Sevilla)
La calle Francos es una vía pública de la ciudad española de Sevilla.

## Descripción
La vía nace de un punto en el que confluyen las calles Villegas y Cuesta del Rosario y la plaza de Jesús de la Pasión; discurre luego hasta bifurcarse en Conteros y Placentines. Aparece descrita en la Noticia histórica del origen de los nombres de las calles de esta ciudad de Sevilla (1839) de Félix González de León con las siguientes palabras:

Calle Francos. Es divisoria de los cuarteles A. y B. y pertenece por partes á las parroquias del Sagrario y el Salvador. En los primeros años de la conquista era un barrio que tomó el nombre por las muchas franquezas que le concedió san Fernando á su moradores, de que le ha quedado el nombre á esta calle que era la principal de dicho barrio. Es la calle larga, aunque no muy ancha, y todas sus casas son tiendas de traficantes en géneros de modas. Es una de las de la carrera de la procesion general del Corpus, y de las cofradías de semana santa, y su suelo está baldosado desde el año de 1792. Hay en ella algunas casas principales y hermosas, una de las cuales tiene una portada de mármol con labores curiosas. En medio de la calle hay un antiguo retablo en alto, dedicado á nuestra señora del Rosario en una pintura de razonable mérito. La calle empieza en la plaza del Pan, y acaba en la plazoleta del Silencio.
(González de León, 1839, p. 182)